# SSCV Sleipnir
Le SSCV Sleipnir (Semi-Submersible Crane Vessel) est un navire-grue semi-submersible construit de 2015 à 2019 à Singapour pour Sembcorp Marine Limited (SGX:S51). Il appartient à la Heerema Marine Contractors, une entreprise offshore néerlandaise. Il porte le nom de Sleipnir, le cheval à huit pattes monté par Odin dans la mythologie nordique.
Le navire est équipé de deux grues tournantes construites par Huisman Equipment B.V., chacune d'une capacité de 10 000 tonnes; les grues principales peuvent être utilisées en tandem pour soulever conjointement 20 000 tonnes. Après son achèvement en 2019, Le SSCV Sleipnir a succédé à l'ancien SSCV Thialf de HMC comme le plus grand navire grue du monde. Il navigue sous pavillon du Panama.

## Conception
Le navire est essentiellement une grande plate-forme soutenue par huit colonnes (quatre de chaque côté), avec un ponton par côté. Il utilise des colonnes symétriques à l'avant et à l'arrière pour des mouvements plus calmes sous des états de mer plus élevés. Les colonnes sont arrondies pour réduire les interactions entre les vagues et les pontons sont rationalisés pour réduire la traînée.
Les réservoirs de ballast et le stockage de GNL du navire sont contenus dans les huit colonnes. Chaque colonne mesure 23,75 m (77,9 pieds) de hauteur et possède un escalier reliant le pont au ponton situé en dessous.

### Grues

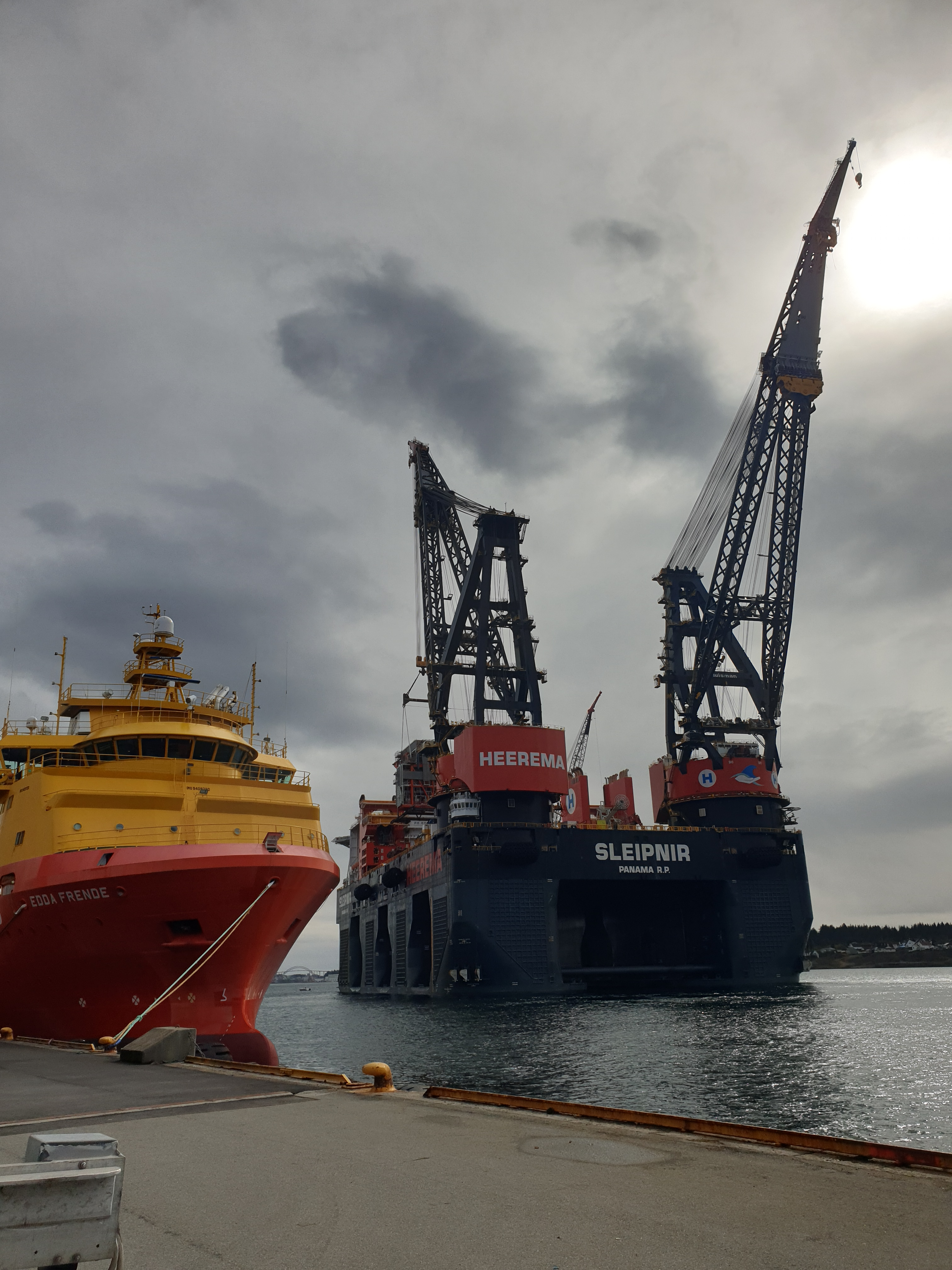
Sleipnir à l'extérieur d'Aibel à Haugesund, Norvège

Les deux grandes grues montées sur cuve ont une longueur totale de flèche de 144 m. Le système de pivotement, qui permet aux grues de tourner dans leur bac, utilise les plus grands roulements du monde (30 m de diamètre). Les grues conventionnelles montées sur cuve se déplacent sur des bogies ou des roues, tandis que les grues Huisman 10 000 t utilisent directement le roulement. La grue est fixée à la fondation à l'aide de 1 100 boulons de 82 mm de diamètre, maintenus en place par des écrous pesant plus de 40 kg.
Chaque châssis de levage pèse 1 170 tonnes et chaque flèche pèse 1 465 tonnes. Les grandes grues bâbord et tribord ont été fabriquées à l'usine de Huisman à Xiamen, en Chine, et expédiées en morceaux à Singapour ; le navire BigLift Baffin  a été utilisé pour transporter le cadre de relevage et la flèche avec d'autres gros morceaux en 2018.
En utilisant le palan principal, chaque grue est capable de soulever un maximum de 10 000 tonnes dans un rayon de 27 à 48 m ; la capacité de levage chute à 7 000 tonnes dans un rayon allant jusqu'à 62 mètres et à 4 000 tonnes à 82 m de rayon ; le rayon de fonctionnement maximal avec le palan principal est de 102 mètres. Les objets peuvent être soulevés et abaissés à l'aide du palan principal de 20 m sous la ligne de flottaison à 135 m au-dessus lorsque le SSCV Sleipnir fonctionne à son tirant d'eau maximal de 32 m. Ces grues utilisent chacune environ 33 km de câble métallique tressé de 72 mm d'épaisseur.
Ces deux grandes grues sont également équipées d'un palan auxiliaire capable de soulever 2 500 tonnes dans un rayon de 33 à 60 mètres. À l'aide du palan auxiliaire, les objets peuvent être soulevés et abaissés de 50 m sous la ligne de flottaison à 165 m au-dessus lorsque le SSCV Sleipnir fonctionne à son tirant d'eau maximal de 32 m.
Les grues principales sont également équipées d'un troisième palan. Ce palan fouet est capable de soulever 200 tonnes dans un rayon compris entre 37 et 153 m de 100 m sous la ligne de flottaison à 181 m au-dessus au tirant d'eau maximal.
Le SSCV Sleipnir est équipé d'une troisième grue auxiliaire de Huisman à l'extrémité opposée du navire, près des couchettes. La grue auxiliaire est capable de soulever (ou d'abaisser) 70 tonnes dans un rayon allant jusqu'à 12 m jusqu'à 2 000 m sous la ligne de flottaison ; la capacité chute à 25 tonnes à 60 m de rayon et 8 tonnes à 72 m de rayon.

### Puissance
La puissance du navire est fournie par 12 moteurs de 8 cylindres à 4 temps en ligne MAN Diesel 8L51/60DF équipés d'une réduction catalytique sélective (SCR) pour atteindre les émissions de niveau III de l'OMI. «DF» désigne le bicarburant, ce qui signifie que les moteurs peuvent fonctionner soit au gazole marin (MGO) à faible teneur en soufre, soit au gaz naturel liquéfié (GNL). Ils sont regroupés en quatre salles des machines, avec trois moteurs par salle.
Chaque moteur a une puissance continue maximale de 7,8 MW (10 500 ch) à 500 tr/min (passant à 8 MW (11 000 ch) à 514 tr/min), avec une taille globale (L × l × H) de 10,1 m × 3,2 m × 5,3 m et pesant 135 tonnes.
La capacité de carburant est de 8 000 m3 de GNL, ce qui permet au SSCV Sleipnir de traverser l'Atlantique ou de rester en station pendant un mois.

### Propulsion
Le navire est propulsé par un total de 8 propulseurs azimutaux Wärtsilä, disposés avec quatre à l'avant et quatre à l'arrière ; chaque propulseur a une puissance de 5,5 MW. Les quatre propulseurs avant sont rétractables, désignés "WST-65RU" ; les propulseurs arrière sont désignés "WST-65U" et ne sont pas rétractables. Les huit propulseurs peuvent être montés sous l'eau, ce qui signifie que le navire n'a pas besoin d'être mis en cale sèche pour remplacer une unité de propulseur.
Pour SSCV Sleipnir, les propulseurs avant sont rétractables pour augmenter l'efficacité globale et les protéger des dommages dans les eaux peu profondes; un système à crémaillère et pignon est utilisé pour rétracter les propulseurs avec un temps de cycle de 10 minutes. Le "WST-65U" a une hélice de 4,2 m de diamètre entraînée par un arbre d'hélice incliné à 8° par rapport à l'horizontale pour réduire l'interaction avec la coque et les pertes hydrodynamiques associées.
Lors des essais en mer, le SSCV Sleipnir a atteint une vitesse de 12,2 nœuds (22,6 km/h). La vitesse de croisière est évaluée à 10 nœuds (19 km/h). La vitesse de croisière est obtenue en utilisant uniquement les propulseurs arrière.

### Entretien de la station
Un système d'amarrage à 12 points utilisant des ancres Stevpris Mk-6, pesant chacun 12 tonnes et 1 750 m de câble métallique est utilisé pour maintenir la position du navire pendant les opérations de levage. Le système de positionnement dynamique était capable de maintenir la position du navire dans une zone de 30 cm × 30 cm pendant les opérations simulées pour les essais en mer.

### Hébergement
La superficie totale du pont disponible pour la cargaison est de 12 000 m2, mesurant 220 m × 120 m avec une capacité de 20 000 tonnes. De plus, il y a un hélipad circulaire près des postes d'amarrage, mesurant 28 m de diamètre, capable de contenir 15,6 tonnes, qui est conçu pour un AgustaWestland EH101 Merlin ou Sikorsky S-92. La zone d'accostage est conçue pour accueillir 400 personnes dans 5 cabines exécutives, 45 cabines simples et 175 cabines doubles. La salle à manger peut accueillir 200 personnes.
SSCV Sleipnir est équipé de neuf systèmes d'embarcation de sauvetage à chute libre Harding FF1200, y compris des bossoirs ; chaque canot de sauvetage a une capacité de 70 personnes.

## Historique
Bien que le concept d'un navire grue plus grand que le SSCV Thialf ait été étudié dès 2008, les conditions du marché ont empêché les travaux de conception formels jusqu'en 2011. Heerema a développé le concept en interne de 2011 à 2012, déterminant le type et les capacités optimales du navire.
GVA Consultants (en) a achevé les études conceptuelles préliminaires pour une nouvelle grue pour Heerema en mars 2013 et a obtenu un contrat de conception de base en février 2014 . Un mois plus tard, en mars 2014, Heerema a signé une lettre d'intention avec Huisman pour fournir les plus grandes grues offshore du monde ; les grues devaient être équipées et désignées NSCV, pour New Semi-submersible Crane Vessel.
En mars 2015, Heerema Offshore Services B.V. a signé une lettre d'intention avec Jurong Shipyard Pte Ltd pour construire le NSCV à Singapour ; La société mère de Jurong, Sembcorp Marine (en), a annoncé que le contrat, d'une valeur de 1 milliard de dollars américains, avait été attribué le 15 juillet 2015, et a annoncé que le NSCV serait nommé Sleipnir, le 18 décembre 2015.
Les deux principales grues bâbord et tribord ont été installées en août 2018. Le navire a été baptisé SSCV Sleipnir par Mme Maha Hatfield le 24 mai 2019 et s'est ensuite lancé dans des essais en mer et des essais de charge de grue. Les essais en mer ont été achevés à la fin de juin 2019 .

## Opérations

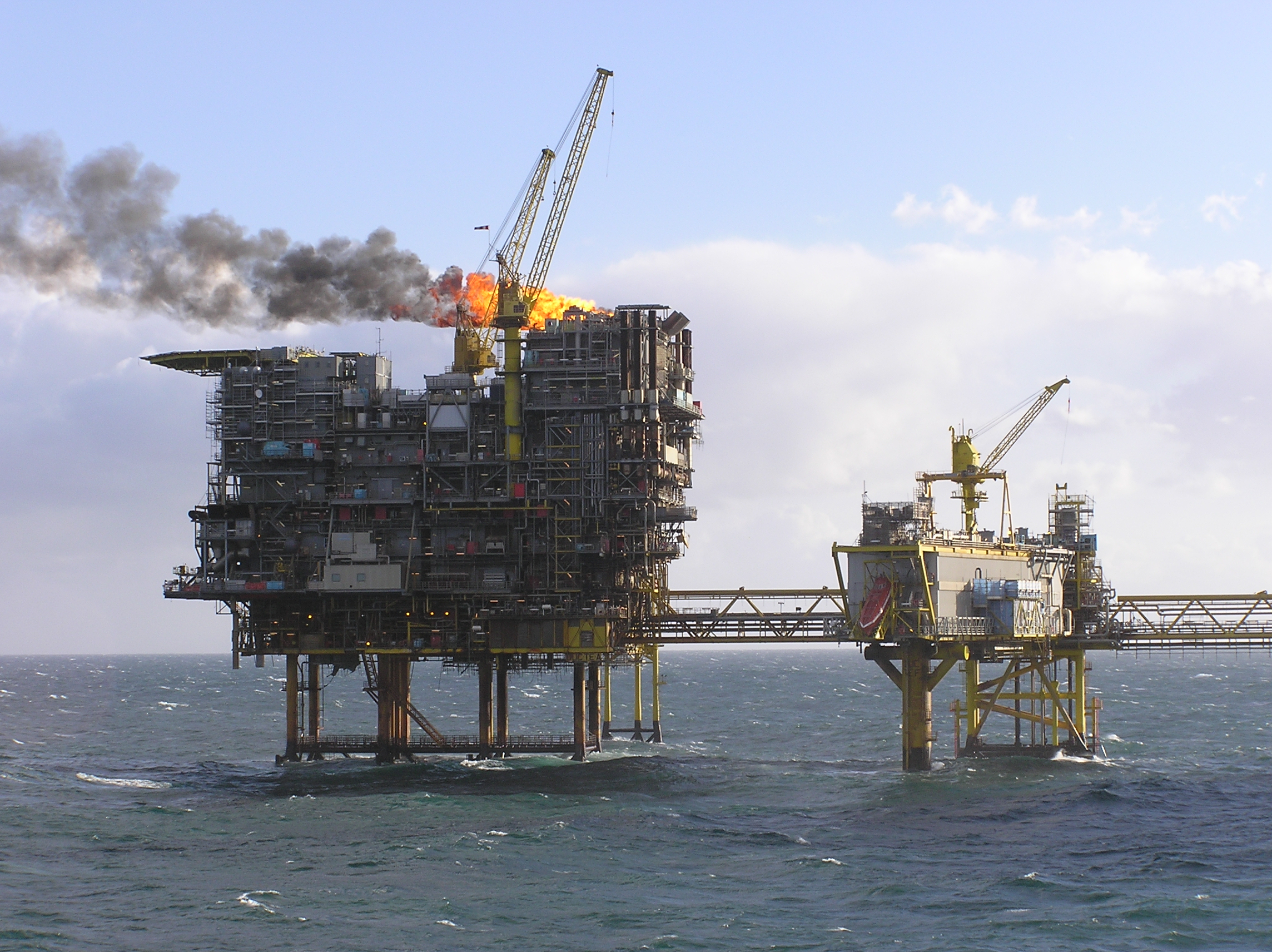
Plate-forme Tyra

Heerema a signé ses premiers contrats pour SSCV Sleipnir en 2017, deux ans avant sa finalisation . Pendant le voyage inaugural du navire de Singapour à l'Espagne via le Cap de Bonne Espérance, il a établi un record du monde pour la plus grande opération de soutage de GNL le 10 juillet, lorsque 3 000 tonnes de GNL y ont été transférées au large du côte de Sumatra du Coral Fraseri, affrété par Titan LNG.
Sleipnir a pratiqué une levée record de 15 300 tonnes pour la partie supérieure du projet Leviathan pour Noble Energy à l'ouest d'Haïfa, en septembre 2019.
Sleipnir est ensuite contracté pour installer les plates-formes de production et d'habitation du projet Tyra Future pour Maersk Oil (en). Les plates-formes Tyra existantes seront récupérées par Sleipnir et chargées sur des barges pour être recyclées. D'autres contrats futurs incluent Brae Bravo sur le gisement Brae oilfield (en) en Écosse et Hollandse Kust Zuid Alpha (installation de plate-forme de CVC).

## Galerie

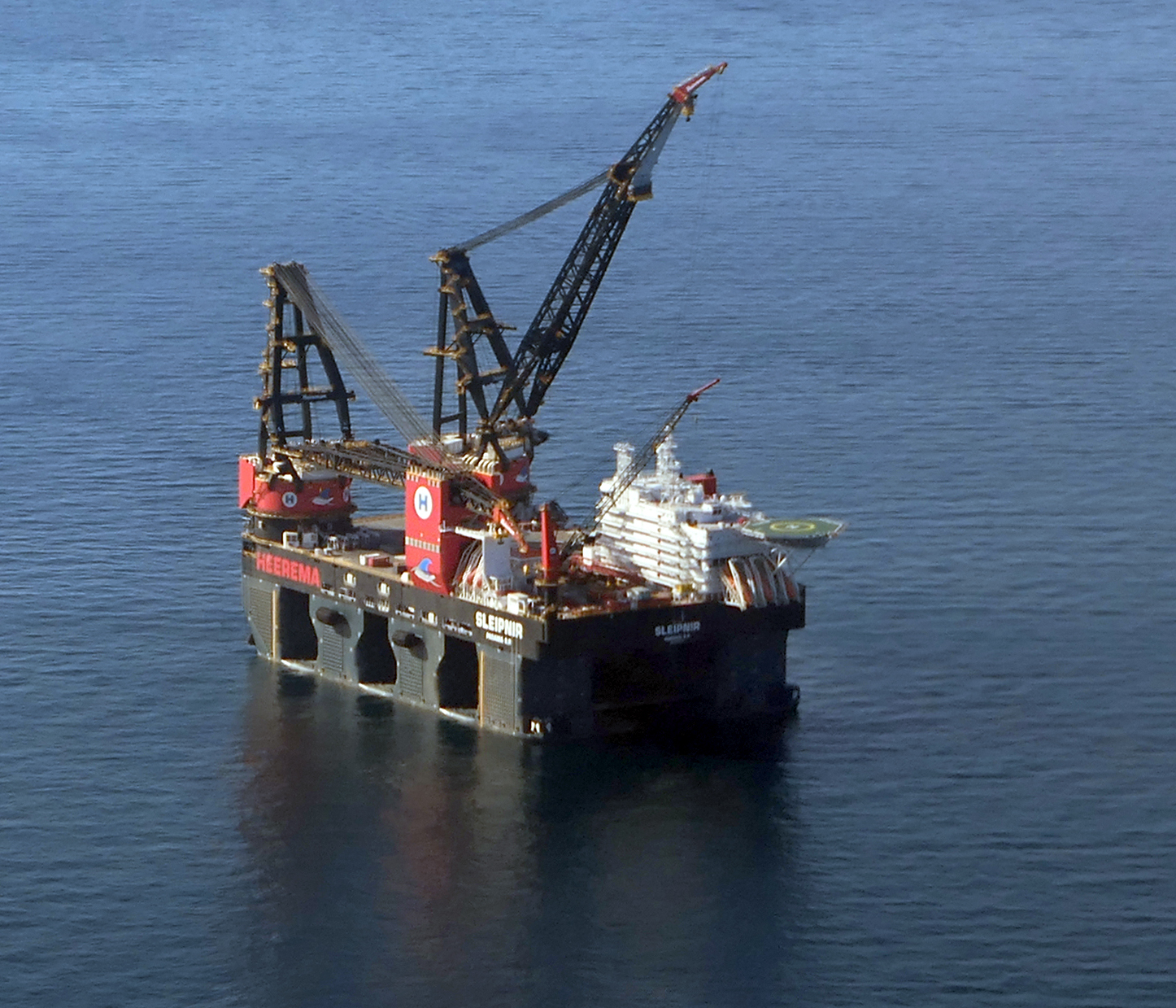
Sleipnir en 2019
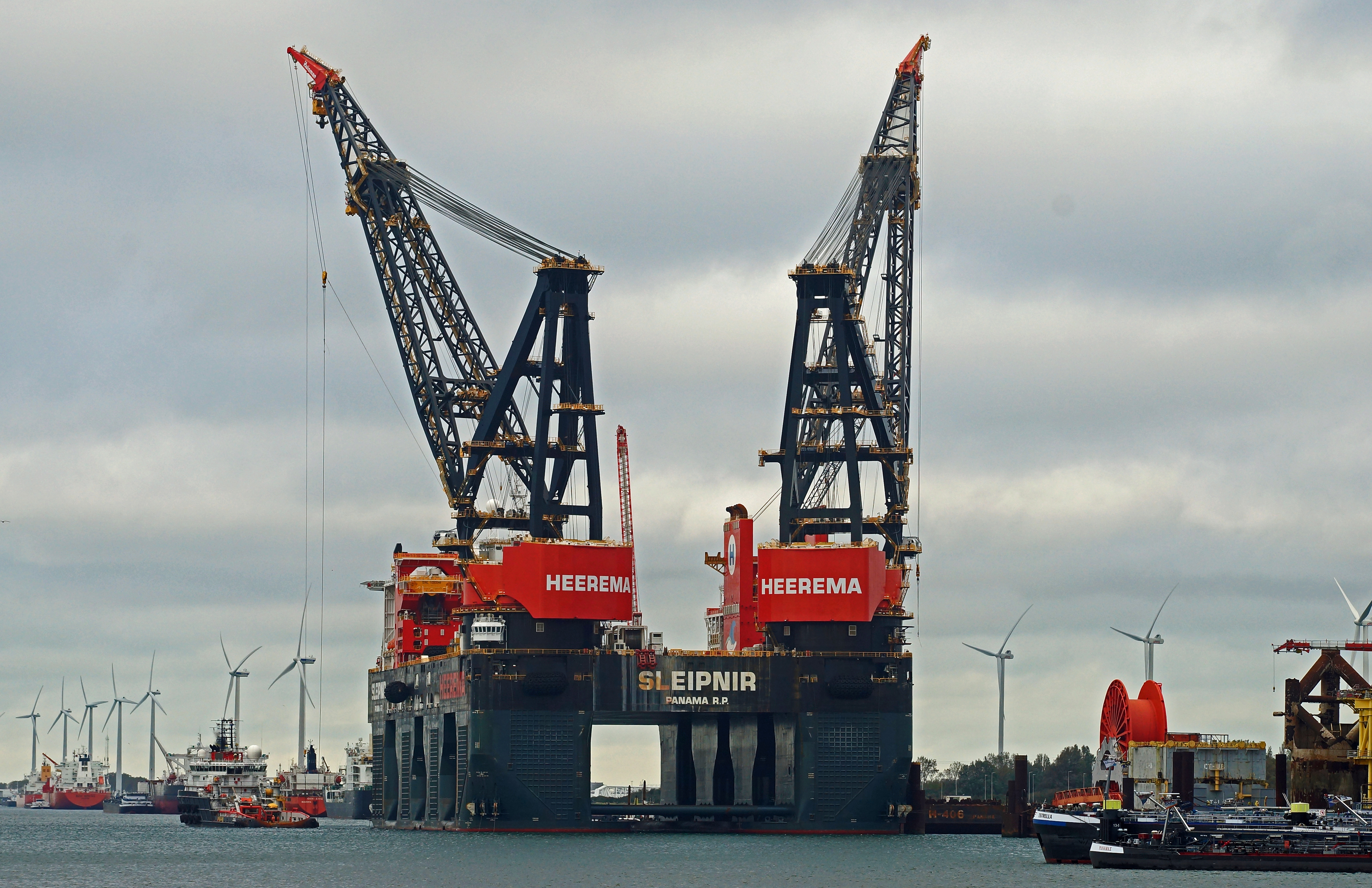
Sleipnir en 2020
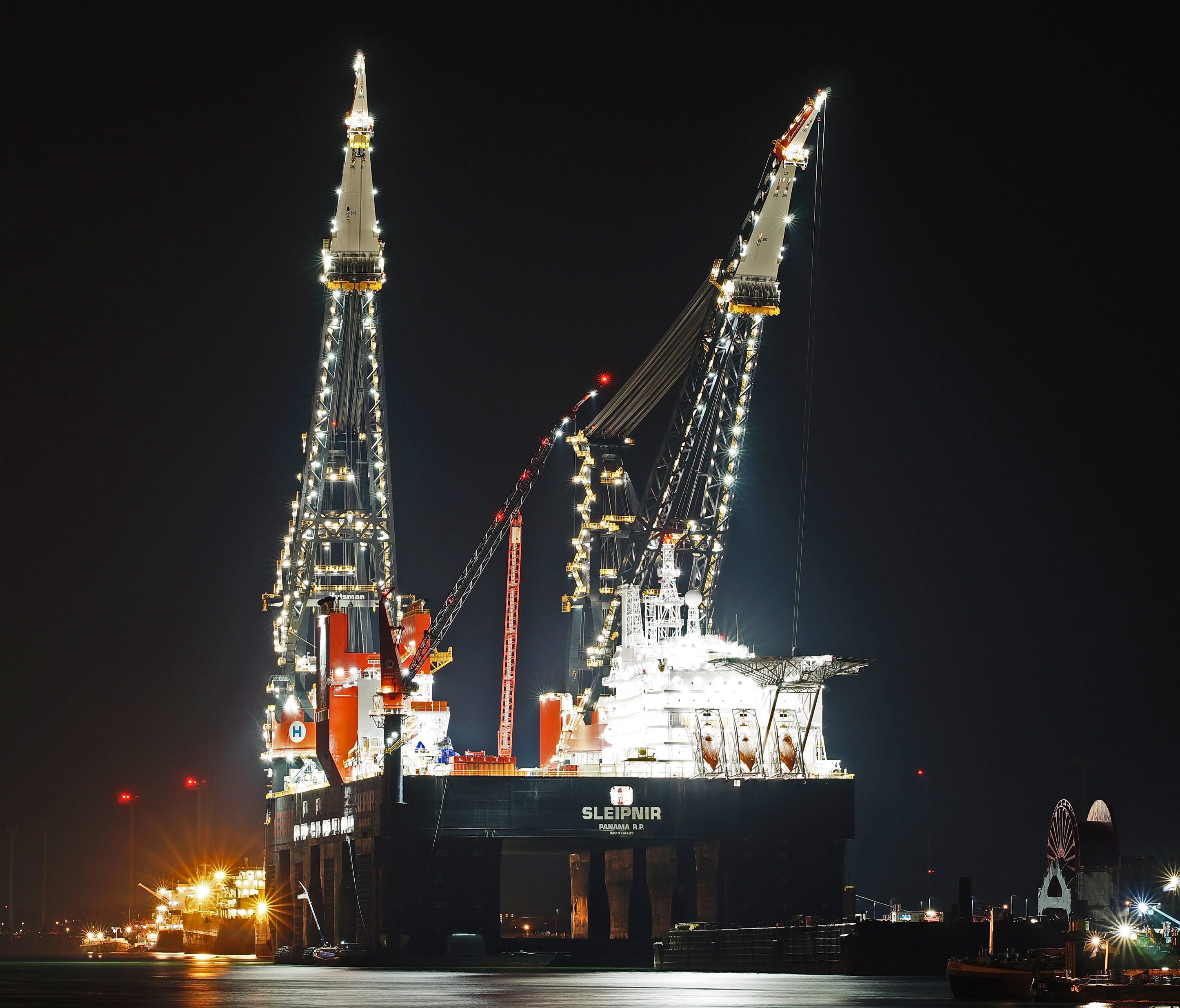
Sleipnir la nuit

### Articles externes
- SSCV Sleipnir - Site marinetraffic
- SSCV Sleipnir - Site Heerema Marine Contractors
- [(en) [vidéo] « Installation of 2x10000mt TMC Heerema Sleipnir », sur YouTube (consulté le 23 décembre 2020)]